# 청년좌파
청년좌파는 대한민국의 정치운동단체이다. 유니버설 강령(UD강령)과 기본소득 도입 등을 주장으로 내세우고 있다.

## 주요 활동
청년세대의 정치활동을 목적으로 활동한다. 기본소득 운동, 최저임금1만원 운동, 탈핵 운동, 반전/평화 운동, 표현의 자유 보장 운동, 청소년 운동을 진행한다. 노동자와 민중의 이익을 위한 투쟁에 연대한다.
- 2013년 10월 9일 한국전력 서울지사를 점거해, 밀양 송전탑 공사 중단을 요구했다. 성명서를 통해 “밀양 송전탑 문제는 ‘도시를 위해 지역이 희생하는 것이 당연하다고 믿는 사회정서’를 드러내는 사건이며, 특히 도시민들이 이 문제에 대해 취하는 태도는 곧 ‘우리가 앞으로 어떠한 삶을 살 것인가’의 문제”임을 지적했다.[1]
- 2014년 4월 27일, 정기총회에서 세월호 참사에 대한 입장 ‘세월호가 침몰하기까지, 이 나라에는 무슨 일이 일어나고 있었나’를 채택하고 입장문을 소책자와 대자보로 만들어 배포했다.[2]
- 2014년 5월 19일 박정희기념관을 점거했다. 입장문에서 “우리는 신전을 모독하고 역사에 침을 뱉기 위해 여기에 섰다”며, “‘경제성장’이라는 이름의 신을 섬기는, ‘생명보다 이윤을’을 교리로 하는 국교”를 뒤엎어야 하고 “당신이 이윤보다 생명이 진정으로 앞서야 한다고 생각한다면, 거리로 나와 선언하라”라고 주장했다.[3]
- 2015년 4월 16일 세월호 참사 1주기에 열린 ‘제1회 국민안전의날 국민안전다짐대회’에서 같은 시기에 외국방문에 나선 박근혜 대통령을 규탄하며 “파산선고, 대한민국 정부의 도덕적 정치적 파산을 선고합니다. 남미순방 안녕히 가세요. 돌아오지 않으셔도 됩니다.”라고 쓰인 전단을 뿌렸다.[4] 또한 입장을 통해 “세월호 특별법 시행령 논란과 ‘성완종 리스트’ 파문을 뒤로하고 대통령이 튀었다”며, “정부를 향해 유예되어왔던 파산 선고”를 내리고 “남미에 간 대통령이 그대로 망명을 신청할 정도로 단호한, 단결된 투쟁이 필요함"을 역설했다.[5]
- 2015년 7월 17일 제헌절, 회원 2명이 찢어진 헌법과 “헌정 종식 애도” 성명을 인쇄한 전단을 뿌리다가 경찰에 불법체포되는 일이 있었다. 성명서에서 헌법재판소의 통합진보당 해산 판결, 대법원의 쌍용차 및 KTX 노동자 부당해고 판결 및 원세훈 전 국정원장 불법대선개입 판결의 파기환송 등과 함께 박래군 인권운동가의 구속을 들며 “법은 권력의 폭주를 제한하는 장치가 아니라, 권력의 손에 들린 무기가 되었다”고 비판했다.[6]

## 주요 주장
- 삶을 영위하는 것이 사회구성원 모두의 기본권에 포함된 사회이며, 모두에게 충분한 기본소득이 주어지는 사회
- 최저임금 1만원과 노동시간 단축을 통한 일자리 나누기로, 덜 일하고 더 쉬며 노동이 경제생산성을 위한 부품이 아니라 각자의 삶을 구축하는 도구로 인정되는 사회
- 인종, 성, 연령, 지역, 학력, 장애, 출신, 전과 등 기타 어떠한 이유로도 차별 받지 않는 사회
- 정보ㆍ통신ㆍ미디어 생산·유통·소비 과정의 사회화되고, 누구나 정보를 만들고 고치고 나누는 것이 보장되며, 정보 전달의 매개체가 되는 플랫폼의 공공화가 당연한 사회

## 연혁
- 2013. 1. 26. : 청년좌파(준) 발기인총회 (대표 선출, 강령 및 사업계획 채택)
- 2013. 1. 27. : 청년좌파(준) 창립
- 2013. 1. 30. : 중앙집행부 교육-‘디자인과 선전의 원칙’
- 2013. 2. 3. : 활동가 교육-‘유니버설디자인과 웹접근성’
- 2013. 2. 4. : 최저임금 1만원을 요구하는 인수위 앞 기자회견
- 2013. 2. 5. : 중앙집행부 교육-‘보도자료 작성교육’
- 2013. 2. 11. : 중앙집행위원회 자유소프트웨어 업무원칙 결정
- 2013. 2. 13. : 중앙집행부 교육-‘대안소프트웨어’
- 2013. 2. 17. : 활동가 교육-‘탈성장과 생태적 삶’
- 2013. 2. 24. : 활동가 교육-‘진보정당운동과 노동자운동의 역사와 전망’
- 2013. 3. 1~2. : 청춘돋보기 개최
- 2013. 3. 10. : 후쿠시마 2주년 기념 탈핵캠페인 ‘후쿠시마, 기억하고 계십니까?’ 개최
- 2013. 3. 17. : 알파서포터즈 발대식 알바들의 파티 ‘PAUSE’ 준비 시작
- 2013. 3. 19. : 소년운동사 세미나 시작 5주 주 1회
- 2013. 3. 23. : 알파서포터즈. 알바들의 파티 집중홍보 및 퍼레이드
- 2013. 3. 28. : 최저임금 1만원 토론회
- 2013. 3. 30. : 알파서포터즈 집중행동의 날
- 2013. 4. 2. : 최저임금 1만원 프레시안 연속기고 시작. 총 6회
- 2013. 4. 21. : 회원간담회
- 2013. 4. 28. : 제1회 청년좌파 심야극장
- 2013. 4. 30. : 430대담회 -‘NO war, Love&peace, 최저임금 1만원’
- 2013. 5. 1. : 제1회 알바데이 공동주최
- 2013. 5. 5. : 어린이날 컨퍼런스 공동주최
- 2013. 5. 18. : 제1회 월간 카레
- 2013. 5. 24~25. : ‘생명평화의 초록농활’, 밀양 송전탑 반대투쟁
- 2013. 6. 8. : “최저임금 1만원, 노동시간 단축”, 최저임금위원회 앞 농성 시작
- 2013. 8. 6. : 히로시마 68주기 “한-일 푸른하늘 공동행동” 기획/주관
- 2013. 9. : 박정근후원회 설립지원
- 2013. 10. 12. : 병역거부자 토크콘서트 “가짜사나이” 주최
- 2013. 10. : 한국전력 서울지사 점거시위, 밀양송전탑 공사 중단 요구
- 2013. 10. : 밀양송전탑전국대책회의 청년모임 결성
- 2013. 11. 8~9. : 컨퍼런스 기획/주최
- 2013. 12. 1. : 국가보안법제정일 기념 “가짜사나이2 ~안보를 위협하는 자들” 주최
- 2014. 1. ~ 3. : 기본소득 캠페인 진행
- 2014. 3. 11. : 후쿠시마 추모 3주기 퍼레이드
- 2014. 4. 27. ~ : 세월호 투쟁
- 2014. 5. 19. : 박정희 기념관 기습 시위
- 2014. 5. 24. : “청와대로 가지 않을 도리가 없다” 삐라 살포
- 2014. 5. 31. : “오늘의 할 일을 지방선거날로 미루지 말자”
- 2014. 6. 6. : “청와대를 등지느니, 앞을 보고 입감되겠습니다.” 연서명 발표
- 2014. 6. 7. : “6월 10일 청와대로 갑시다” 삐라 살포
- 2014. 6. 10. : “이윤보다 인간을” 청와대 앞 기습 시위
- 2014. 7. 5. : 접사다리 석방 촉구 기자회견
- 2014. 8. 6. : 푸른하늘 공동행동 공동주최
- 2014. 8. ~ : 기륭전자분회 투쟁 연대
- 2014. 9. ~ 12. : 강연_신자유주의 시대와 좌파정치
- 2014. 11. 4. : 세월호 추모자 탄압 고발 기자회견
- 2014. 11. 8. : 청년좌파 총회 “조직하라”
- 2014. 12. 6~11. : 무지개농성장 연대
- 2014. 12. 26. ~ 2015. 1. 12. : ‘비정규직 정리해고 폐기를 위한 오체투지’ 연대/참가
- 2015. 5. 16~17. : ‘잊지 않는 사람들, 오월 광주를 가다’ 공동주최
- 2015. 5. 23~25. : 봄 생명평화의 초록농촌연대활동 공동주최
- 2015. 6. 6. : 회원교육 ‘알아도 들어야 합니다’